# Anthomastus robustum
Anthomastus robustum är en korallart som beskrevs av W. Versluys 1906. Anthomastus robustum ingår i släktet Anthomastus och familjen läderkoraller. Inga underarter finns listade i Catalogue of Life.